# Glaphyra lanata
Glaphyra lanata là một loài bọ cánh cứng trong họ Cerambycidae.